# Brewster & Co.
Brewster & Co. (auch: Brewster & Company) war ein US-amerikanisches Karosseriebauunternehmen, das anfänglich Kutschen und im 20. Jahrhundert individuelle Aufbauten für Oberklasseautomobile fertigte. Brewster zählte in der Zeit nach dem Ersten Weltkrieg zu den exklusivsten Karosserieherstellern des Landes. Der Name Brewster war in den USA zeitweise ein Synonym für Luxus und Eleganz. Brewster war im 20. Jahrhundert eng mit Rolls-Royce verbunden. Zeitweise war das Unternehmen auch als Automobilhersteller unter eigenem Namen tätig.

## Unternehmensgeschichte

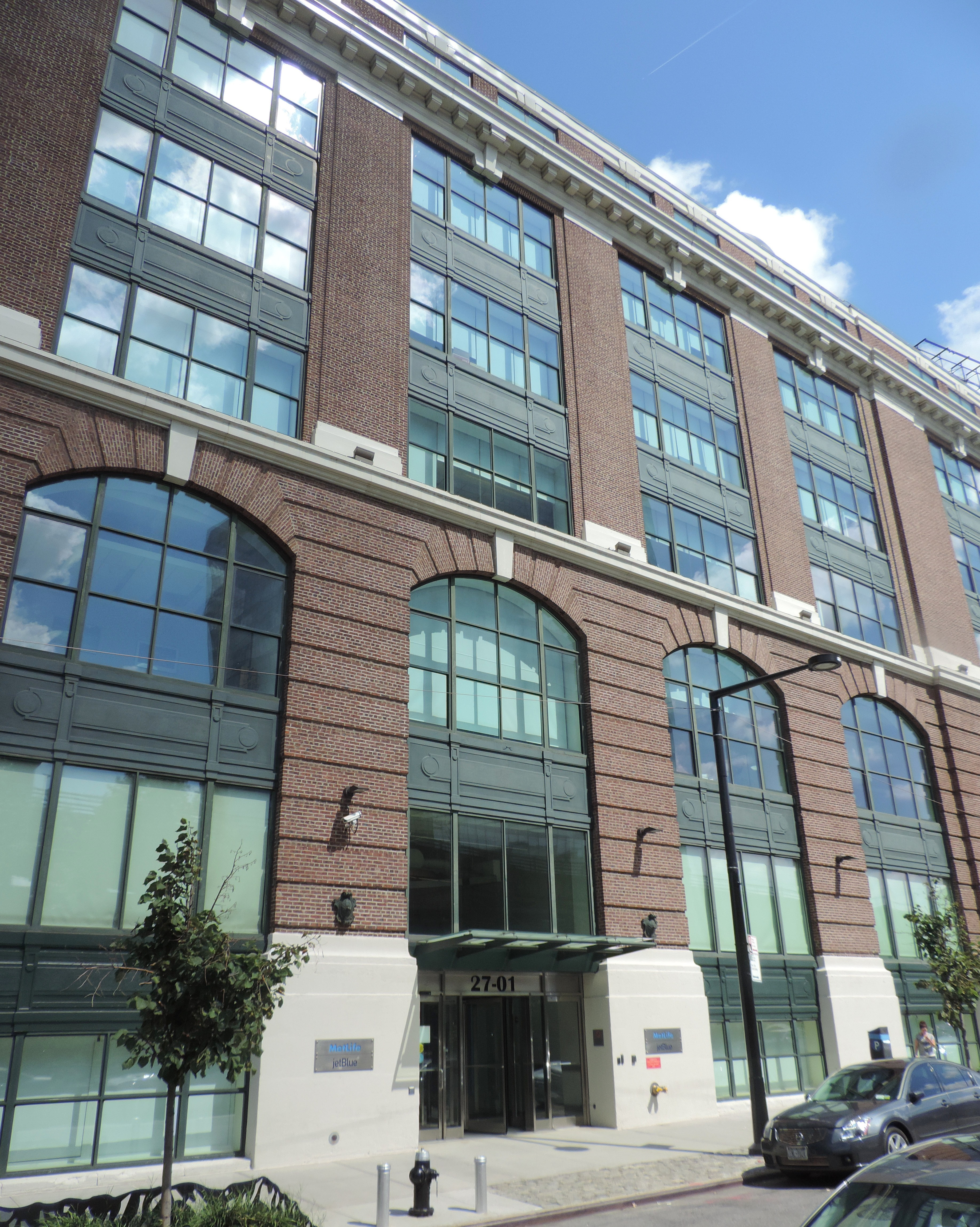
Das Brewster Building in Queens

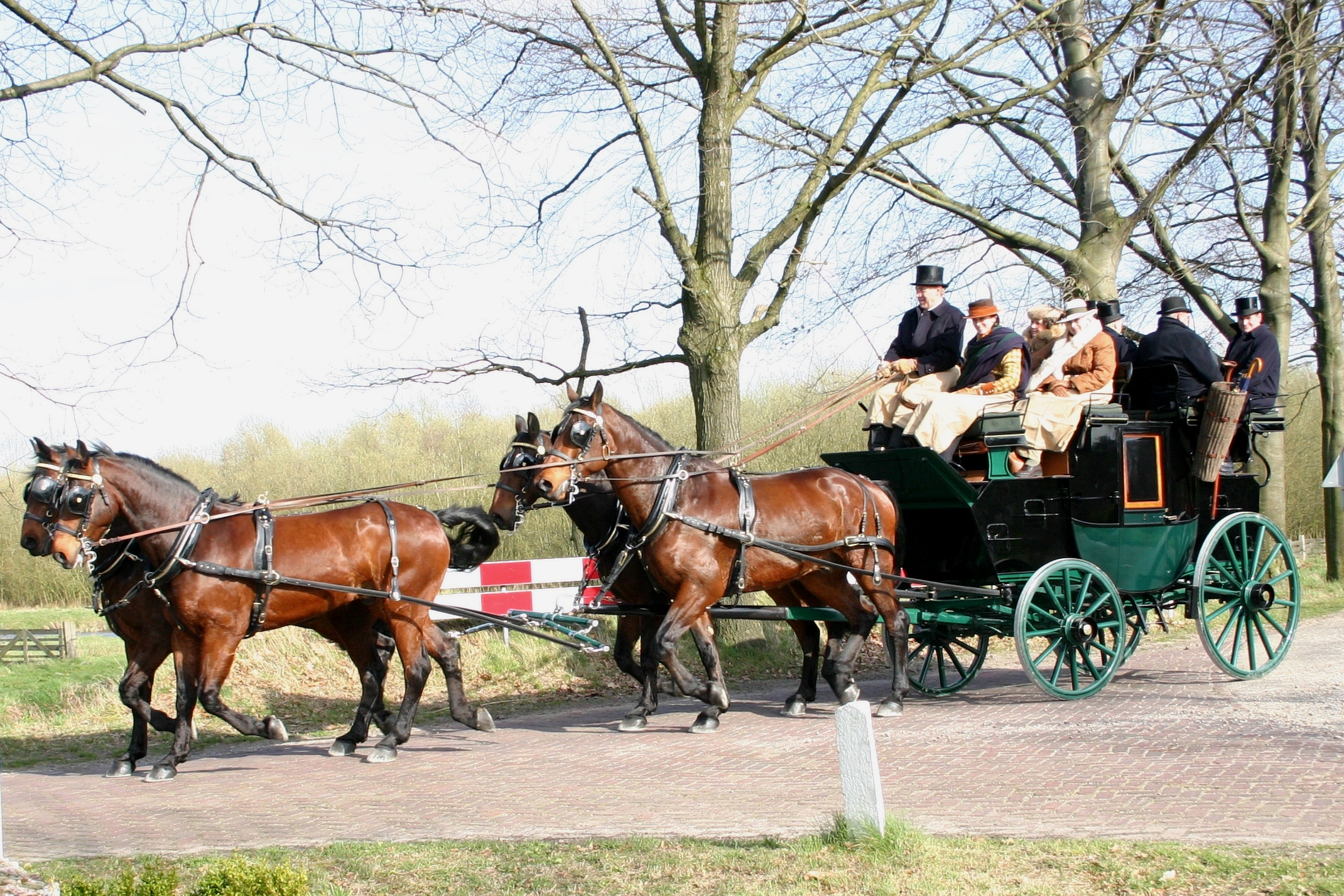
Kutsche von Brewster

### Anfänge als Kutschenhersteller
James Brewster (1788–22. November 1866), ein ehemaliger Leutnant der US-amerikanischen Armee, absolvierte von 1804 bis 1809 eine Ausbildung zum Stellmacher in einem Betrieb in Massachusetts. Ab 1809 arbeitete er als Handelsvertreter für einen Kutschenhersteller aus New Haven (Connecticut), bevor er 1810 in New York mit Unterstützung eines stillen Teilhabers das Unternehmen Brewster Carriage Company gründete, das Kutschen herstellte. Brewsters Kutschen hatten früh einen guten Ruf. Nachdem 1836 ein wesentlicher Teil der Werksanlagen durch ein Feuer zerstört worden war, stellte Brewster für zwei Jahre den Betrieb ein. Das Unternehmen wurde 1838 mit Hilfe eines New Yorker Investors neu organisiert, geriet aber schnell in Vermögensverfall und war nur vier Jahre später insolvent. 1846 erfolge eine Neugründung unter dem Namen James Brewster & Sons, die sich dank der guten Reputation des nach wie vor für das Unternehmen arbeitenden James Brewster erfolgreich entwickelte. Brewster übernahm in den 1850er-Jahren mehrere Konkurrenten, darunter den New Yorker Kutschenhersteller Lawrence & Townsend, der unabhängig von James Brewster & Sons unter dem Namen Lawrence & Brewster fortgeführt wurde.

### Aufteilung in konkurrierende Betriebe
1856 kam es nach Meinungsverschiedenheiten zwischen den Söhnen des Unternehmensgründers zu einer weiteren Neustrukturierung, die mit einer Aufteilung in zwei Gesellschaften verbunden war:
- Henry Brewster übernahm Teile des bestehenden Betriebes und führte sie als Brewster & Company weiter.
- Sein Bruder James Benjamin Brewster gründete unter Einbeziehung einzelner Betriebsstätten das selbstständige Unternehmen James B. Brewster (später: J.B. Brewster & Co.).

Beide Betriebe bestanden in den folgenden Jahrzehnten parallel, konkurrierten miteinander um vergleichbare Kundschaft und führten wiederholt Prozesse gegeneinander, in denen es unter anderem um die Rechte zur Nutzung des Namens Brewster ging. Während James B. Brewster zweimal in Insolvenz fiel und 1908 schließlich aufgelöst wurde, war Brewster & Company wirtschaftlich stärker und setzte den Wandel vom Kutschenhersteller zum Produzenten von Automobilkarosserien zu Beginn des 20. Jahrhunderts erfolgreich um. Brewster & Co. bewarben sich mit dem Slogan The Carriage Builder for the American Gentleman (Der Kutschenhersteller für den amerikanischen Gentleman).

### Anpassung an den Automobilmarkt
Brewster & Company kleidete 1896 das erste Automobil ein. Es handelte sich um eine Karosserie für einen Prototyp mit Elektromotor, vermutlich den Barrett & Perret Electric. Ab 1905 importierte Brewster Automobile von Delaunay-Belleville, dem seinerzeit führenden französischen Automobilproduzenten. Seit Beginn des 20. Jahrhunderts erhielt Brewster regelmäßig Aufträge von Importeuren europäischer Oberklassefahrzeuge. Brewster karossierte in dieser Zeit Chassis von Mercedes, Panhard & Levassor, Renault, Simplex und ähnlichen Marken.

### Brewster und Rolls-Royce

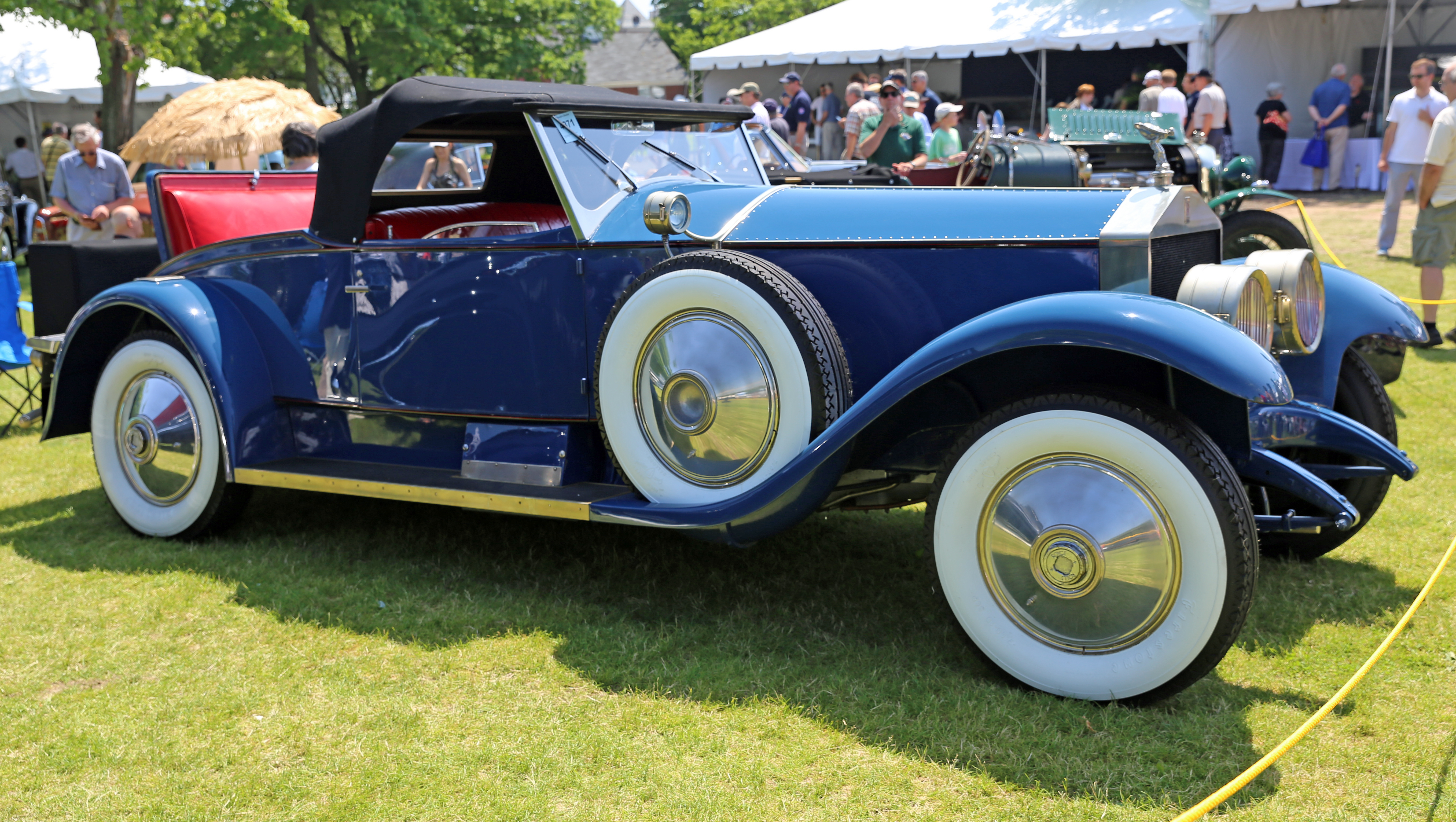
Rolls-Royce Silver Ghost Playboy Roadster mit Brewster-Karosserie

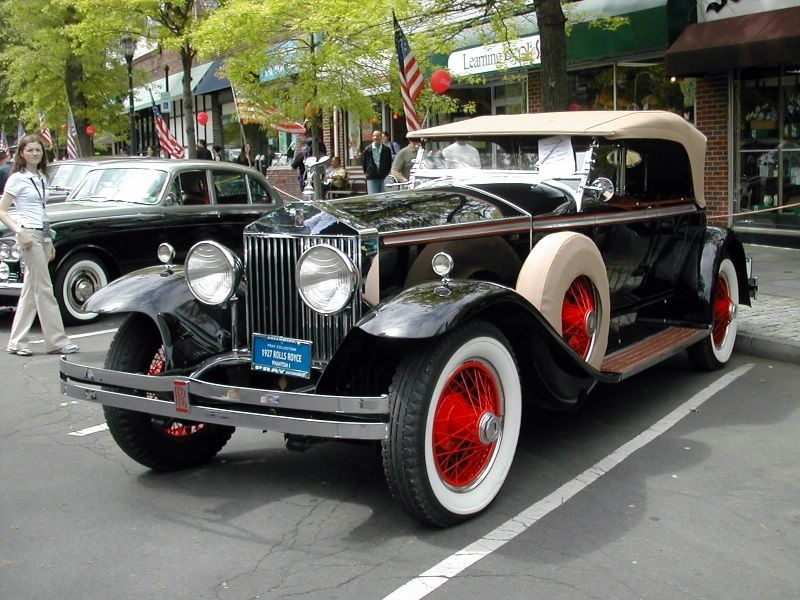
Rolls-Royce Phantom I mit Brewster-Karosserie

1914 wurde Brewster zum alleinigen Importeur für Rolls-Royce und, bezogen auf den nordamerikanischen Markt, zum bevorzugten Karosserielieferanten für den englischen Oberklassehersteller. Die Rolle Brewsters in Bezug auf Rolls-Royce-Aufbauten entsprach in den USA etwa der, die Barker im Vereinigten Königreich innehatte. Bis in die 1920er-Jahre hinein war Rolls-Royce ein Tätigkeitsschwerpunkt für Brewster. Brewster bot regelmäßig eine ganze Palette unterschiedlicher Aufbauten an, die vom zweisitzigen Cabriolet bis zur Limousine reichte. Stilistisch galten die Entwürfe überwiegend als konservativ; in den ausgehenden 1920er-Jahren kamen allerdings einige ungewöhnliche Karosserien hinzu.
Die Beziehung zu Rolls-Royce änderte sich nach dem Ende des Ersten Weltkriegs. Ab 1921 mussten Rolls-Royce-Chassis nicht mehr in die USA importiert werden. Vielmehr unterhielt Rolls-Royce in Springfield, Massachusetts, ein eigenes Tochterunternehmen (Rolls-Royce of America), das eigene Chassis für den nordamerikanischen Markt fertigte. Auch für diese Chassis produzierte Brewster hochwertige, nunmehr aber weitgehend standardisierte Karosserien, die von Carl Beck und J.S. Inskip entworfen worden waren und nach Ansicht von Beobachtern zu den schönsten jemals gebauten Rolls-Royce gehörten. Durch den Wegfall des Imports verlor Brewster die Möglichkeit, auf die Preisgestaltung Einfluss zu nehmen. Dadurch reduzierte sich der Gewinn für das Unternehmen erheblich, sodass Brewster 1926 von Rolls-Royce übernommen wurde. Der Kaufpreis für das Unternehmen betrug 202.000 $, wobei etwa zwei Drittel auf die Begleichung offener Rechnungen entfielen. Die Fertigung der Karosserien erfolgte weiterhin in Brewsters Werksanlagen im New Yorker Stadtbezirk Queens; sie waren Quasi-Werksaufbauten. Ungeachtet der Zugehörigkeit zu Rolls-Royce wurden die Aufbauten allerdings weiterhin als Brewster-Karosserien bezeichnet. In den späten 1920er-Jahren war die Kombination aus Rolls-Royce-Chassis und Brewster-Karosserien erfolgreich. Im Zuge der Weltwirtschaftskrise 1930/31 brach der Umsatz allerdings ein. Rolls-Royce of America wurde 1931 geschlossen, zwei Jahre später endete der Karosseriebau bei Brewster. Von 1914 bis 1937 wurden etwa 415 Rolls-Royce-Chassis von Brewster bzw. dem im nächsten Absatz beschriebenen Nachfolgeunternehmen Springfield Manufacturing eingekleidet.

### Die letzten Jahre: Springfield Manufacturing und J.S. Inskip Inc.
Das Unternehmen wurde im August 1934 in Springfield Manufacturing Corporation umbenannt. J.S. Inskip, in den 1920er-Jahren zeitweise Verkaufsleiter bei Rolls-Royce of America und nach dessen Auflösung Rolls-Royce-Importeur, wurde Leiter des Betriebes. In dieser Zeit entstanden einige weitere Rolls-Royce-Karosserien sowie eine dreistellige Zahl von Sportwagen mit Ford-Technik, die als Brewster verkauft wurden, am Markt aber nicht erfolgreich waren.
1935 war Brewster bzw. Springfield Manufacturing zahlungsunfähig. Nach einer Zwischenphase, in der das Unternehmen Dallas E. Winslow gehörte und in einer Verbindung zu Pierce-Arrow stand, wurde es einer Insolvenz aufgelöst. Aus der Insolvenz heraus übernahm J.S. Inskip, der zeitgleich New Yorker Alleinimporteur für Rolls-Royce wurde, einen erheblichen Materialbestand von Brewster, ferner zahlreiche ehemalige Brewster-Mitarbeiter sowie einige unverkaufte Chassis von Rolls-Royce of America. Auf dieser Grundlage gründete er 1937 in New York die J. S. Inskip Inc., einen Karosseriehersteller, der in der Tradition Brewsters weiterhin Rolls-Royce-Chassis einkleidete. 1967 endete die Verbindung Inskips zu Rolls-Royce, das Unternehmen stellte die Karosseriefertigung ein.  Es besteht heute noch, ist in Rhode Island ansässig, gehört inzwischen Roger Penske und ist ein Händler für hochwertige europäische Automobile.

### Brewster als Automobilhersteller

#### Brewster Knight

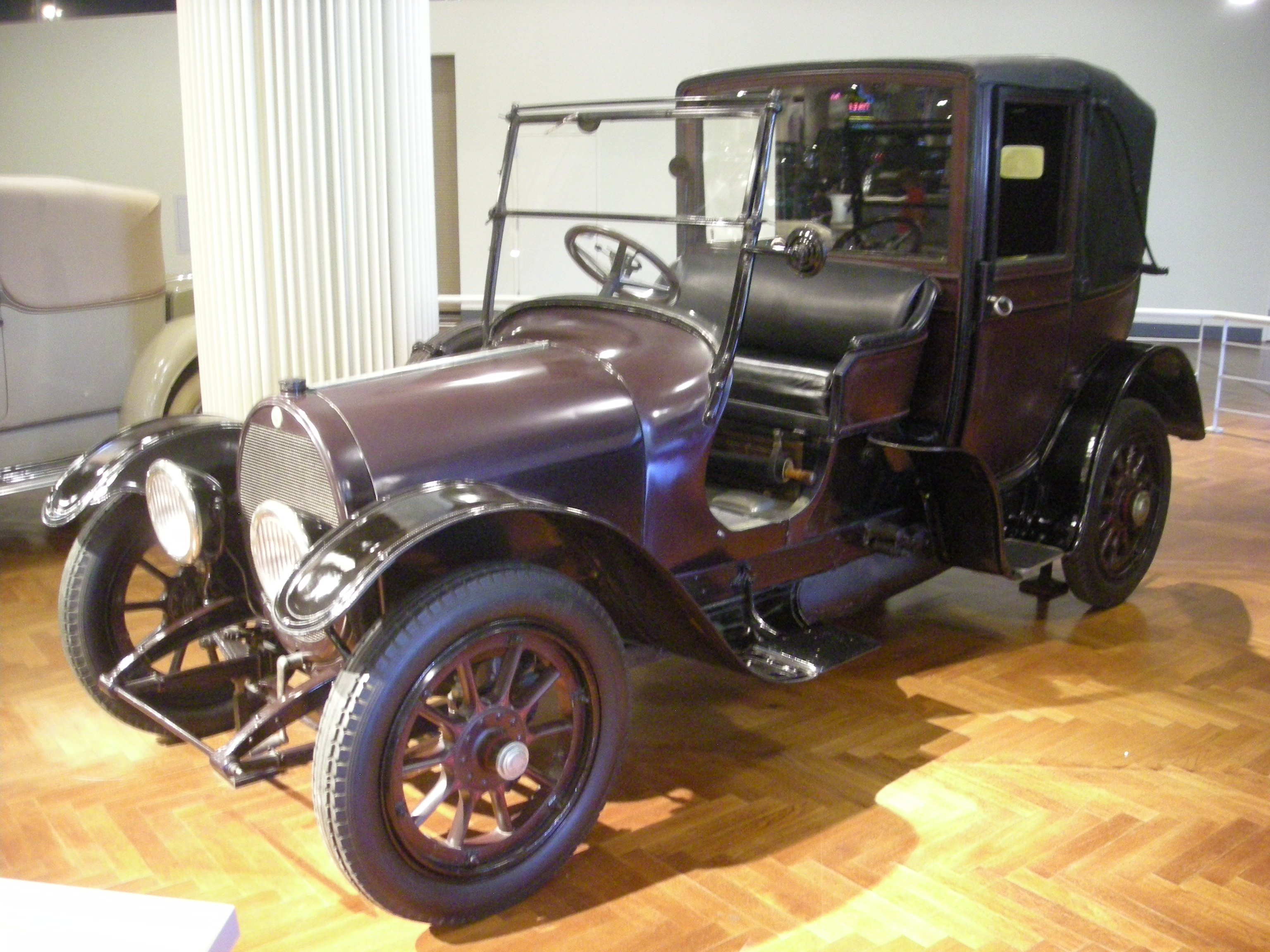
Brewster Knight (1915)

Von 1915 bis 1925 produzierte Brewster den unter eigenem Namen vermarkteten Brewster Knight, ein Fahrzeug mit Schiebermotor von Knight.

#### Brewster Town Car: Springfield Manufacturing Corporation

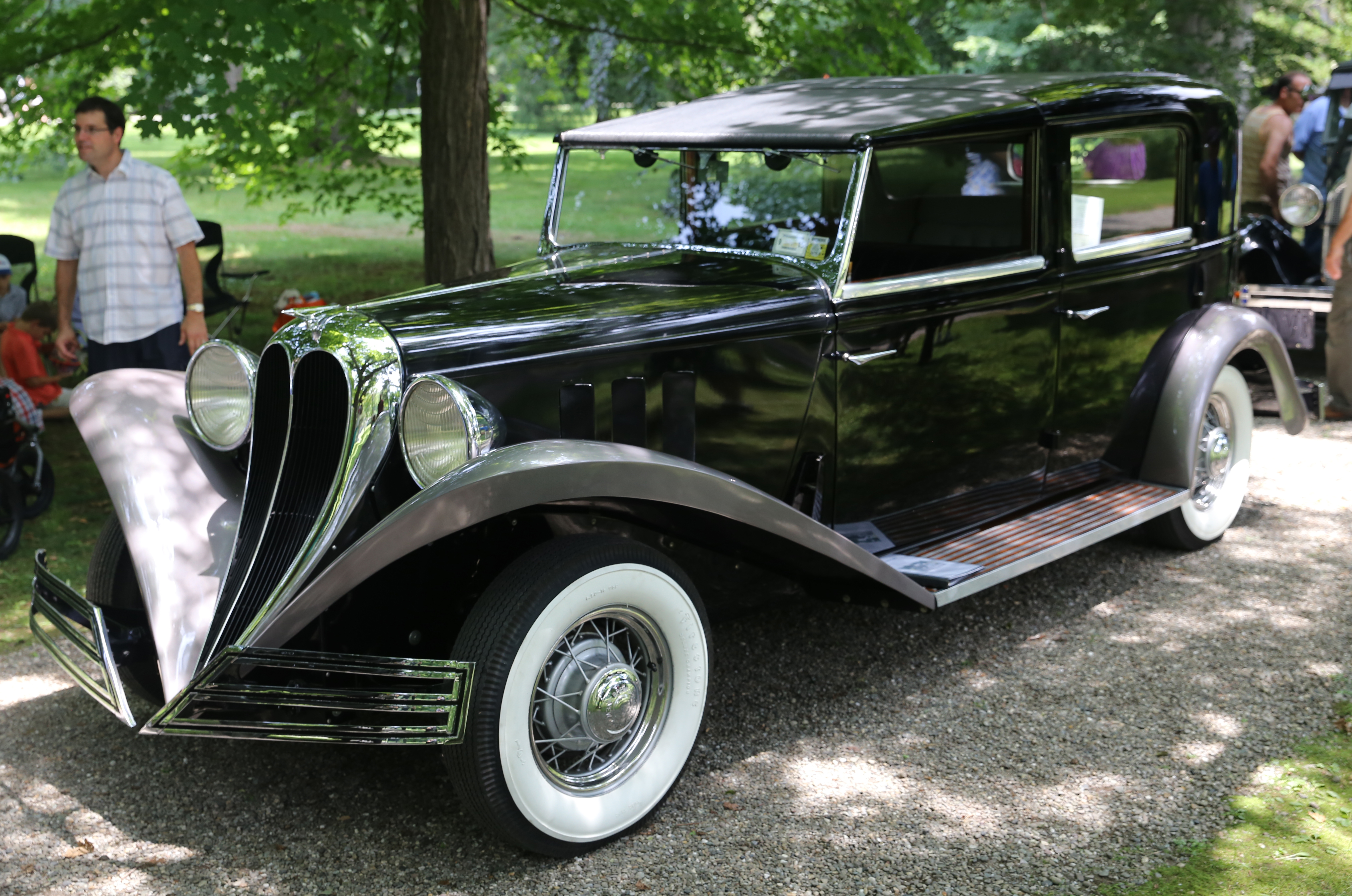
Brewster Town Car (1934)

Nach der Trennung von Rolls-Royce empfahlen die Banken die Schließung des Unternehmens. J.S. Inskip, der neu eingesetzte Präsident von Springfield Manufacturing, versuchte allerdings, den Betrieb aufrechtzuerhalten. Er entwickelte die Idee, Chassis des Großserienherstellers Ford mit aufsehenerregenden Sonderkarosserien zu versehen, die bei Springfield hergestellt werden sollten. Die Modelle sollten unter dem Markennamen Brewster verkauft werden.
Das Brewster Town Car genannte Auto basierte auf dem verlängerten, technisch aber unveränderten Chassis des Ford Modell 40B. Die Karosserie, deren Design auf Carl Beck zurückgeht, hatte geschwungene Kotflügel und einen auffälligen, herzförmigen Kühlergrill. Die meisten Aufbauten waren zweitürige Coupés, vereinzelt entstanden auch Cabriolets. Die Autos wurden in den Verkaufsräumen der amerikanischen Rolls-Royce-Händler angeboten. Sie waren als Brewster bezeichnet; eine Beziehung zu Ford war äußerlich nicht erkennbar. Die Wagen waren sehr teuer: Ihr Verkaufspreis lag bei über 3.000 $ pro Stück; damit kostete ein Auto so viel wie fünf Ford B.
Nach Angaben von J.S. Inskip, dem Initiator des Town Car, entstanden etwa 300 Fahrzeuge dieses Typs; andere Quellen halten dies für zu hoch gegriffen und gehen lediglich von 140 Fahrzeugen aus, von denen noch 39 existieren sollen. Eine andere Quelle nennt etwa 113 Fahrzeuge und gibt den Zeitraum mit 1934 bis 1935 an. Einzelne Aufbauten sollen auch auf Chassis von Buick gesetzt worden sein. Auch dies wird gelegentlich bezweifelt; teilweise wird behauptet, in diesen Fällen seien die Karosserien einige Jahre später nachträglich auf jüngere Chassis versetzt worden.
Die Einnahmen aus dem Verkauf der Ford-Modelle blieb hinter den Erwartungen zurück. Nach eineinhalb Jahren war das Unternehmen zahlungsunfähig.

## Brewsters Designer
Einige bekannte amerikanische Automobildesigner begannen ihre Karriere bei Brewster. Zu ihnen gehörten Henry Brunn, James Way (später Designchef bei Pierce-Arrow) und Raymond Dietrich. Bis zur Übernahme durch Rolls-Royce war Henry Crecelius Sr. Brewsters Chefdesigner. 1925 wechselte er zu Fords Luxusmarke Lincoln. Sein Nachfolger bei Brewster wurde Carl Beck. Er blieb dem Unternehmen auch über die Umstrukturierung hinaus erhalten und gestaltete Aufbauten sowohl für Springfield Manufacturing als auch für J.S. Inskip Inc.

## Bedeutung des Unternehmens
Der Name Brewster war zeitweise ein Synonym für Luxus und Eleganz. Ein Beobachter hob die Bedeutung des Unternehmens durch einen Vergleich mit Juwelier Tiffany & Co. hervor:
Manche halten Brewster für den Tiffany der Karosseriehersteller. Ich denke, Tiffany ist der Brewster unter den Juwelieren.
Cole Porter verwendete Brewster als Synonym für Spitzenleistungen in dem Musical Anything Goes. In dem Lied You're The Top heißt es: 
You're the top! 
 You're a Ritz hot toddy. 
 You're the top! 
 You're a Brewster body.